# 史密斯威森M500左輪手槍
史密斯威森M500（英文：Smith & Wesson Model 500）是史密斯&威森公司生产的5发装双动左轮手枪，发射.500 S&W麥格農子弹。该枪采用S&W公司最大的X底把。制造商宣称其为“当今世界威力最大的批量生产左轮手枪”（虽然奥地利Pfeifer公司生产的Zeliska左轮手枪威力更大，但其不是“批量生产”左轮手枪）。

## 性能与设计

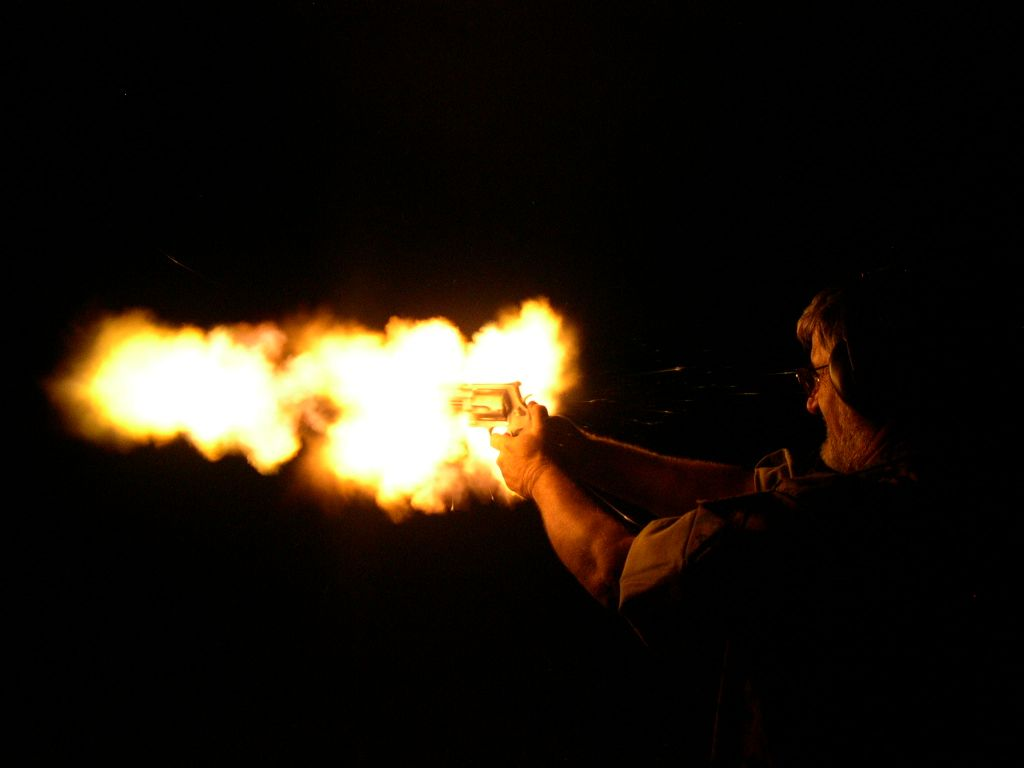
发射S&W M500时的巨大枪口焰

和名称暗示的一样，S&W M500发射.500 S&W Magnum子弹，该种子弹（JHP型）弹头重约350格令，即22克，初速602米每秒，使得枪口动能可达4109焦耳之高。
虽然发射子弹的威力巨大，但S&W M500的先进设计有助于减少持枪者的后座感。这些设计包括超重的枪身（重量可抵御枪口上跳），橡胶底把，配重块，以及特别设计的制退器等等。

## 使用范围
和其他大口径枪械一样，Model 500适用于射击运动或户外狩猎。大威力弹药使这把枪能够狩猎极大型的北美以及非洲野生动物。
对于初学者，使用任何枪械时都应有教练陪同指导；但由于后坐力极为巨大，初学者使用此枪时必须有教练特别看护才可。

## 衍生型
- Model 500ES：2¾英寸枪管，不锈钢枪身，紧急求生用左轮手枪。[7]（2009年12月后可能已停止生产）
- Model 500：4英寸枪管，不锈钢枪身。[8]
- Model 500 OD Green Carry Combo：定制型4英寸M500，附有各式配件。[9]
- Model 500：6½英寸枪管，不锈钢枪身，标准型枪口制退器。[10]
- Model 500：8⅜英寸枪管，不锈钢枪身，标准型枪口制退器。[2]
- Model 500 HIVIZ：8⅜英寸枪管，不锈钢枪身，可换式枪口制退器。[11]
- Model 500：10½英寸Lothar-Walther特制枪管，哑光不锈钢枪身。[12]
- Model 460：发射.460 S&W麥格農（英语：.460 S&W Magnum）弹药的修改型。

如果对以上型号不满，用户还可以联系史密斯威森性能中心来进行个性化定制，不过最小订单数是500把。

## 流行文化

### 電影
- 2006年—：型號為四吋槍管型，由瑞奇·維羅納（何塞·巴勃羅·坎蒂略飾演）所使用。
- 2014年—：為四吋槍管型，由康拉德·史東班克斯（梅爾·吉勃遜飾演）所使用。

### 電子遊戲
- 2009年—《惡靈古堡5》：命名為「S&W M500」。需要完全升級S&W M29後購買。
- 2013年—：命名為「Elephant Killer」。傑克與雪莉篇可獲取的麥格農手槍。
- 2015年—《殺戮空間2》：快槍手（職業）屬下 Tier 4 武器，命名為「.500 Magnum Revolver」。
- 2022年—《決勝時刻：現代戰爭II 2022》：命名為“Basilisk”，配備現實中不存在的6寸槍管。
- 2023年—《生化危機4 重製版》：命名為「手炮」，在沒有使用任何解鎖武器並以專家難度通關遊戲後可在額外獎勵商店以1000CP購買，或是在傭兵模式以S評價通過所有關卡即可獲取。

### 動畫
- 2005年—《血戰》：大衛的專屬武器。
- 2014年—《生存遊戲社》：園川桃香的母親 ，園川和江使用的武器。

### 輕小說
- 2008年—：由強襲科實戰指導教師蘭豹所使用。

### 图库

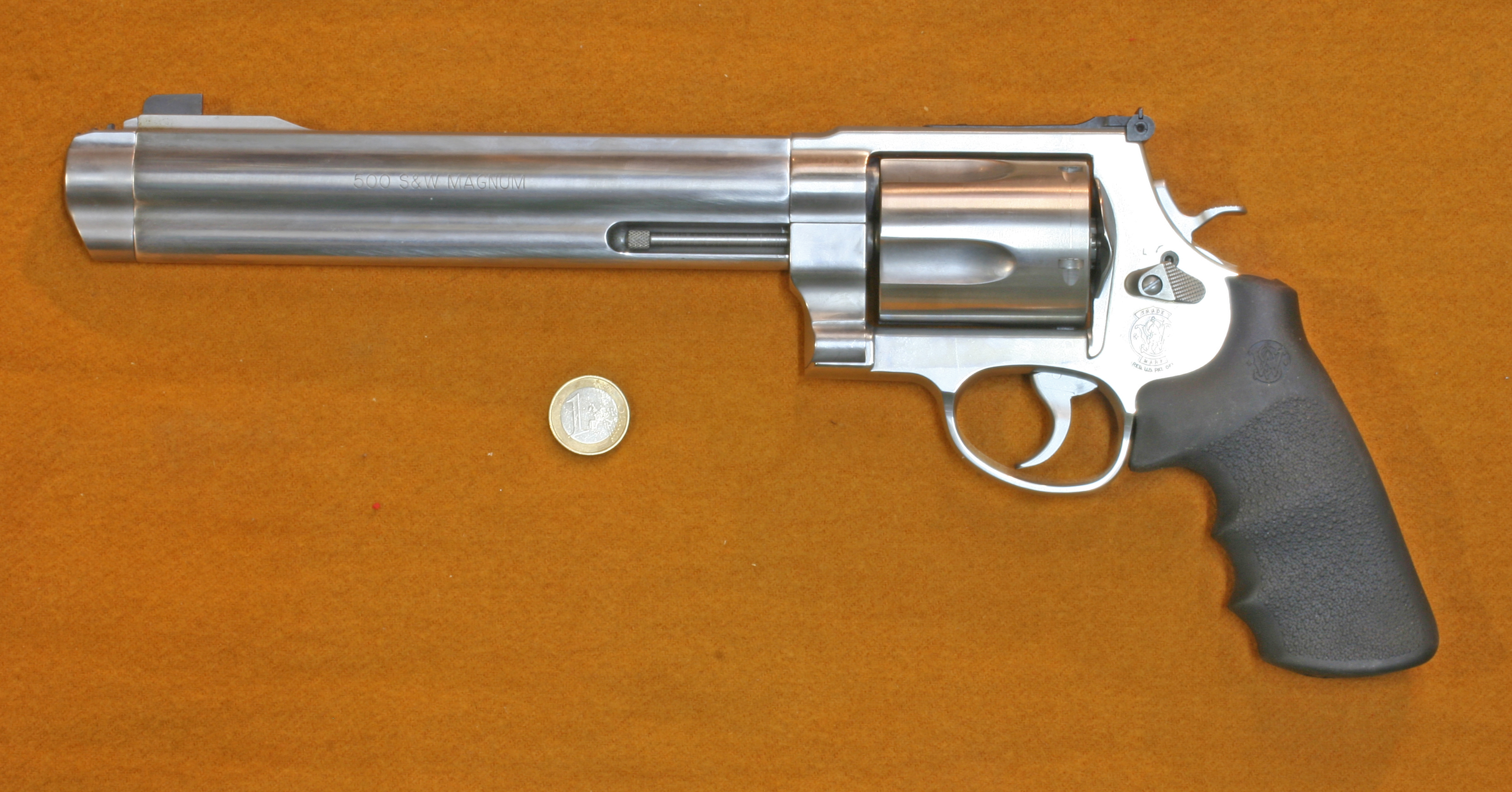
S&W M500与硬币比较
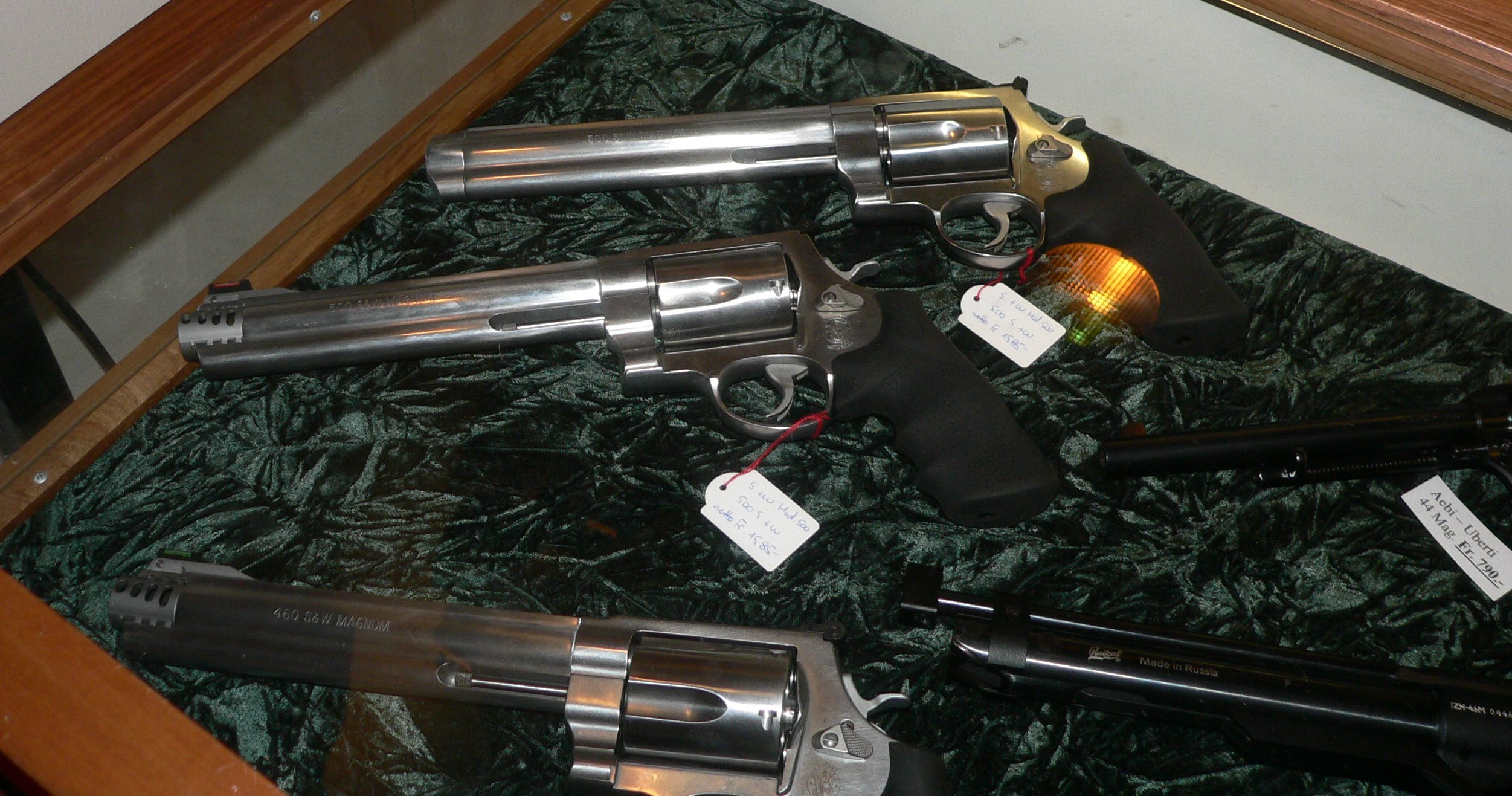
不同型号的M500
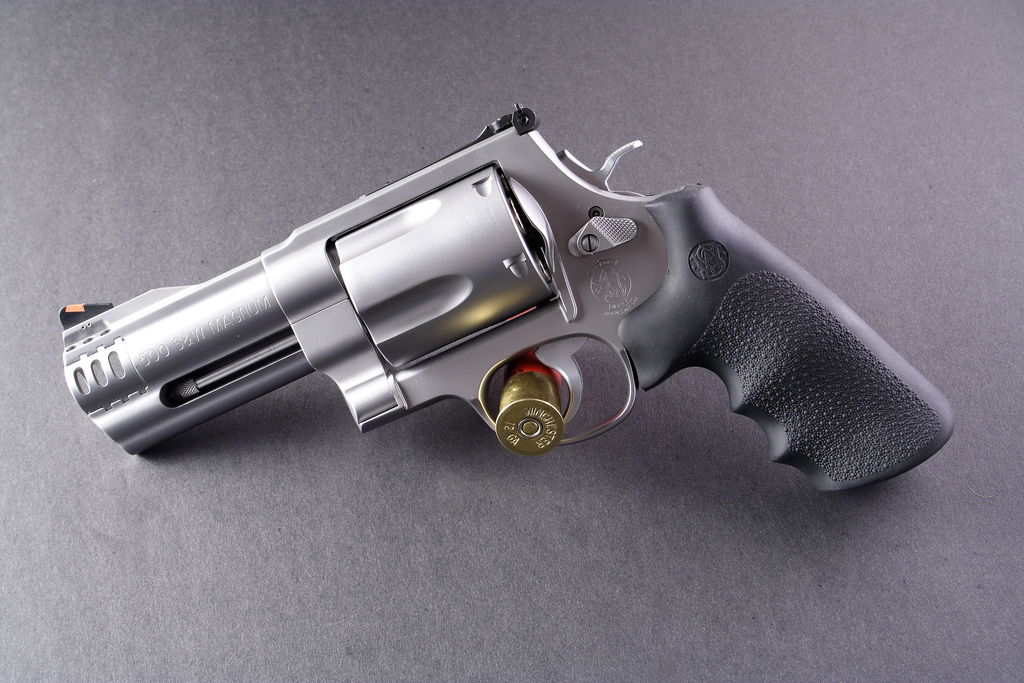
4英寸型M500
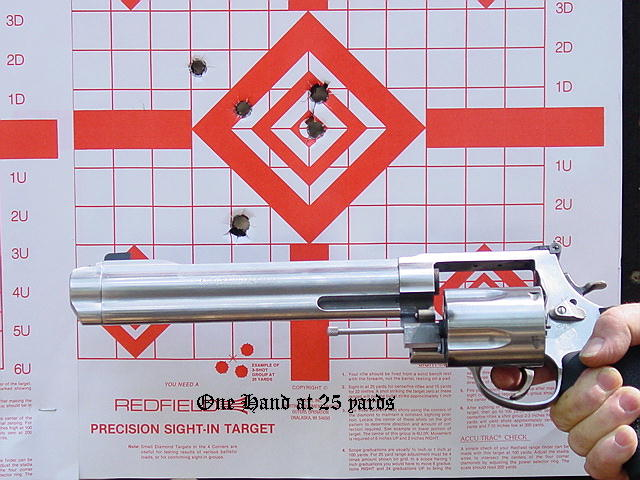
使用M500射击的靶纸
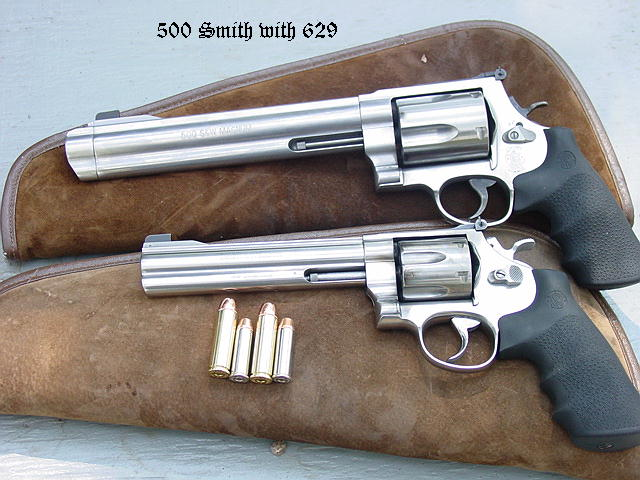
S&W M500与S&W M629比较
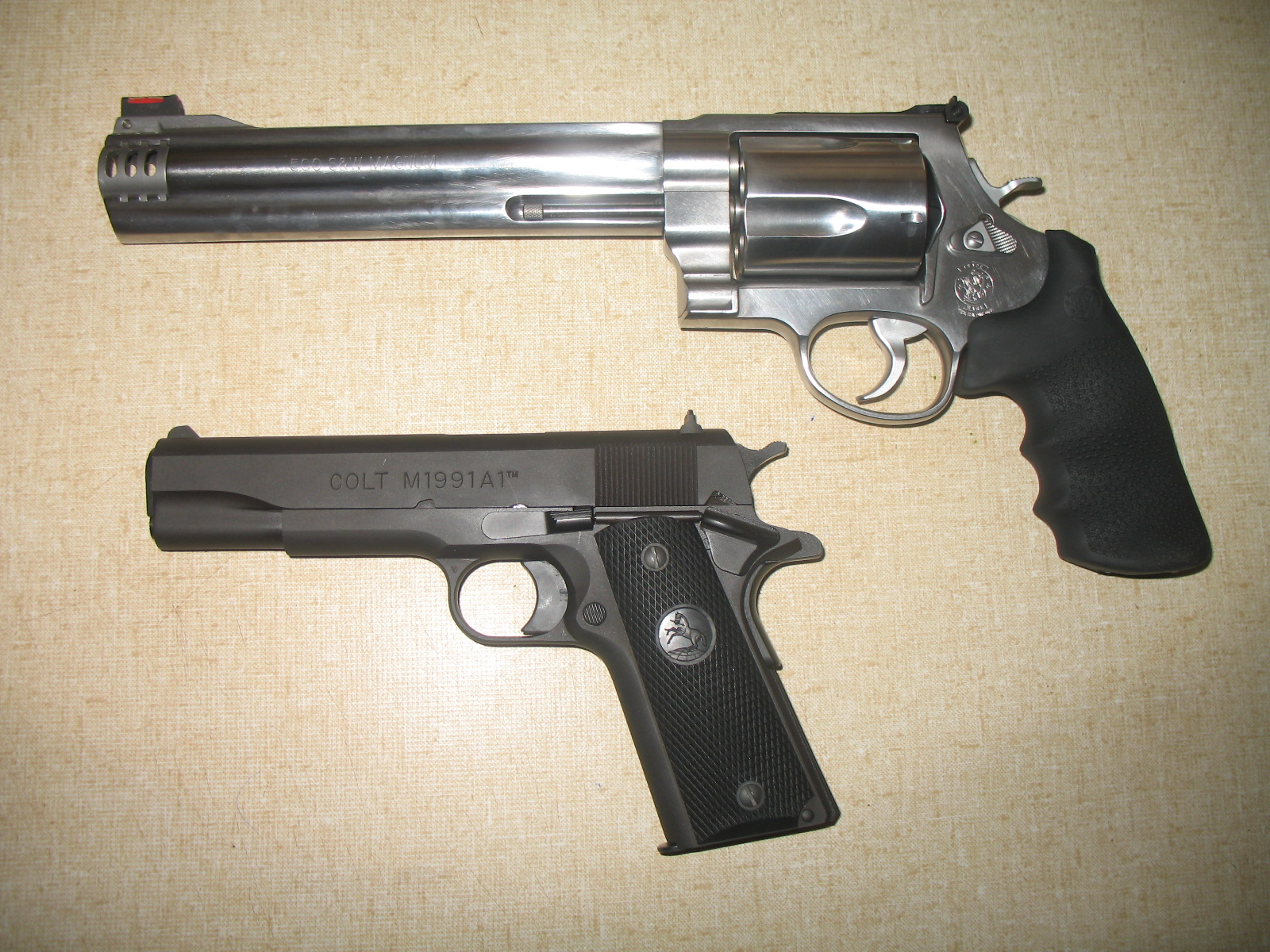
S&W M500与M1911比较

### 视频
- 射击者使用.500 Smith & Wesson射击